# Župnija Podnanos

Župnija Podnanos je rimskokatoliška teritorialna župnija dekanije Vipavska škofije Koper.

## Sakralni objekti
- cerkev sv. Vida, Podnanos (župnijska)
- cerkev sv. Hieronima, Nanos
- cerkev sv. Nikolaja, Nanos
- cerkev sv. Trojice, Orehovica
- cerkev sv. Kozme in Damijana, Podnanos

Od 1. januarja 2018 :
- cerkev sv. Frančiška Ksaverja, Lozice
- cerkev sv. Marije Magdalene, Otošče
- kapela Božjega groba, Lozice